# Antonio Lanzavecchia

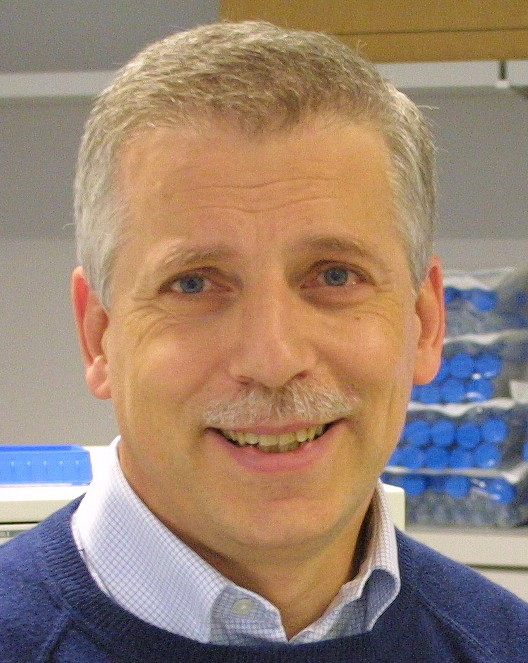
Antonio Lanzavecchia

Antonio Lanzavecchia (* 1951 in Italien) ist ein Immunologe. Er ist Gründungsdirektor des Istituto di Ricerca in Biomedicina in Bellinzona, Schweiz.

## Leben und Wirken
Antonio Lanzavecchia studierte an der Universität Pavia Medizin und ließ sich in Kinderheilkunde und Infektiologie ausbilden. Ab 1993 arbeitete er am Basel Institute for Immunology und wechselte 2000 als Gründungsdirektor an das Istituto di Ricerca in Biomedicina Bellinzona. Er lehrte in Genua und Siena Immunologie. Seit 2009 hatte er zusätzlich eine ordentliche Professur für Immunologie an der ETH Zürich inne, Anfang 2017 wurde er dort pensioniert.
Lanzavecchia hat zu zahlreichen Aspekten der Immunologie publiziert. Zu seinen Forschungsgebieten zählen Antigen-Verarbeitung und -Präsentation, Biologie der dendritischen Zellen, Aktivierung von Lymphozyten und deren Wanderung sowie das Gedächtnis der T-Zellen und B-Zellen.
Gemeinsam mit Rino Rappuoli, Stephan Becker und Kollegen entwickelte er eine Variante der Hybridom-Technik unter Verwendung des Epstein-Barr-Virus zur Immortalisierung von B-Zellen. Die Methode wurde erfolgreich zur Herstellung monoklonaler Antikörper gegen SARS-CoV, H5N1, HCMV, Dengue, Malaria und HIV-1 angewendet.
Lanzavecchia gehört zu den einflussreichsten und meistzitierten Immunologen. Er hat (Stand Januar 2018) einen h-Index von 127.
Antonio Lanzavecchia ist seit 1988 Mitglied der European Molecular Biology Organization (EMBO), mit deren EMBO Gold Medal er ebenfalls 1988 ausgezeichnet wurde. 1999 erhielt er den Cloëtta-Preis und 2014 wurde er für den SwissAward nominiert. 2016 wurde er Mitglied der National Academy of Sciences, für 2017 wurde ihm der Robert-Koch-Preis zugesprochen, für 2018 der Prix Louis-Jeantet, für 2021 die Ernst-Jung-Medaille für Medizin in Gold. 2024 eghörte Lanzavecchia zu den Trägern des Antonio-Feltrinelli-Preises.